# Eddy Voordeckers
Eddy Voordeckers (Geel, 1960. február 4. –) válogatott belga labdarúgó, csatár.

## Pályafutása

### Klubcsapatban
1976 és 1979 között a KFC Diest, 1979 és 1982 között a Standard Liège, 1982 és 1985 között a Waterschei, 1985 és 1987 között a francia Stade Rennais, 1987 és 1990 között a KAA Gent, 1990 és 1992 között a KVC Westerlo labdarúgója volt. A Standard Liège csapatával egy-egy belga bajnoki címet és kupagyőzelmet ért el. Tagja volt az 1981–82-es idényben KEK-döntős csapatnak.

### A válogatottban
1978 és 1985 között 22 alkalommal szerepelt a belga válogatottban és négy gólt szerzett. Részt vett az 1984-es franciaországi Európa-bajnokságon.

## Sikerei, díjai
Standard Liège
- Belga bajnokság
  - bajnok: 1981–82
- Belga kupa
  - győztes: 1981
- Belga szuperkupa
  - győztes: 1981
- Kupagyőztesek Európa-kupája (KEK)
  - döntős: 1981–82
  - gólkirály: 1981–82 (6 gól, holtversenyben Ramaz Sengelijával)